# Немцова, Петра
Пе́тра Не́мцова (чеш. Petra Němcová; род. 24 июня 1979, Карвина, Чехословакия) — чешская модель.

## Биография
Родилась 24 июня 1979 года в Карвине, Чехословакия.
Стала моделью в 16 лет после победы в конкурсе «Talent Search», который проводило Чешское модельное агентство.
В 1996 году победила на национальном этапе «Elite Model Look». После окончания школы переехала в Прагу, а вскоре отправилась в Париж.
В конце декабря 2004 года Петра Немцова с бойфрендом, английским фотографом Симоном Атли, отдыхала на Khao Lak resort (остров Пхукет, Таиланд), когда произошло сильнейшее цунами, унёсшее жизни 280 тысяч человек. Симон Атли погиб, его идентифицировали 3 марта 2005 года, а Немцова спаслась, удержавшись на верхушке пальмы более восьми часов, пока её не нашли спасатели. Немцова провела более трех недель в тайском госпитале и более месяца в госпитале Чехии. Позже появилась в шоу Ларри Кинга «Larry King Live» на CNN.
В 2005 году Петра Немцова основала фонд «The Happy Hearts Fund», целью которого является помощь в области здравоохранения, донорства и сиротам, выжившим после цунами 26 декабря 2004 года в Юго-Восточной Азии.
Журнал Glamour наградил Немцову «Survivor Award» в 2005 году. Возвращение Немцовой в модельный бизнес было отмечено обложкой в 2006 году Sports Illustrated swimsuit issue. Немцова появилась в британском календаре FHM как Мисс Май и появилась на телешоу TLC’s A Model Life.
В декабре 2005 года была опубликована автобиография Петры Немцовой «Love Always, Petra», которую она написала в 27 лет. В 2006 году встречалась с британским музыкантом Джеймсом Блантом.
Есть младшая сестра Ольга.
2 августа 2019 года Немцова сообщила, что недавно она вышла замуж за предпринимателя Бенджамина Ларретче. У супругов есть сын (род. 15.11.2019).

## Карьера

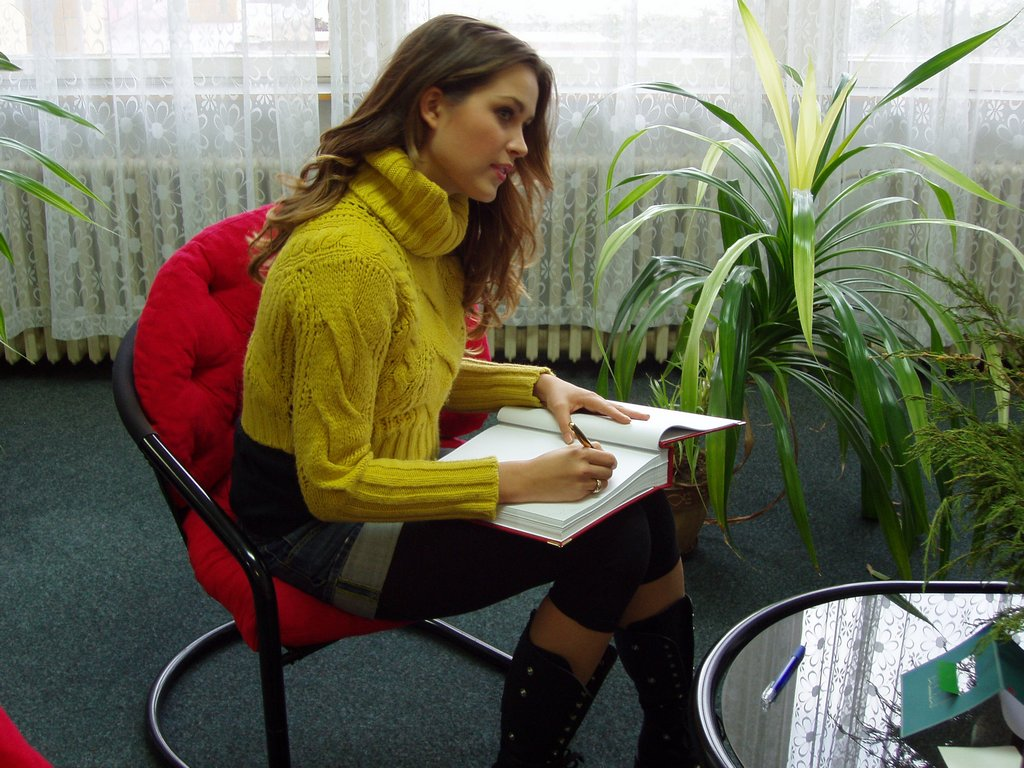
Петра Немцова

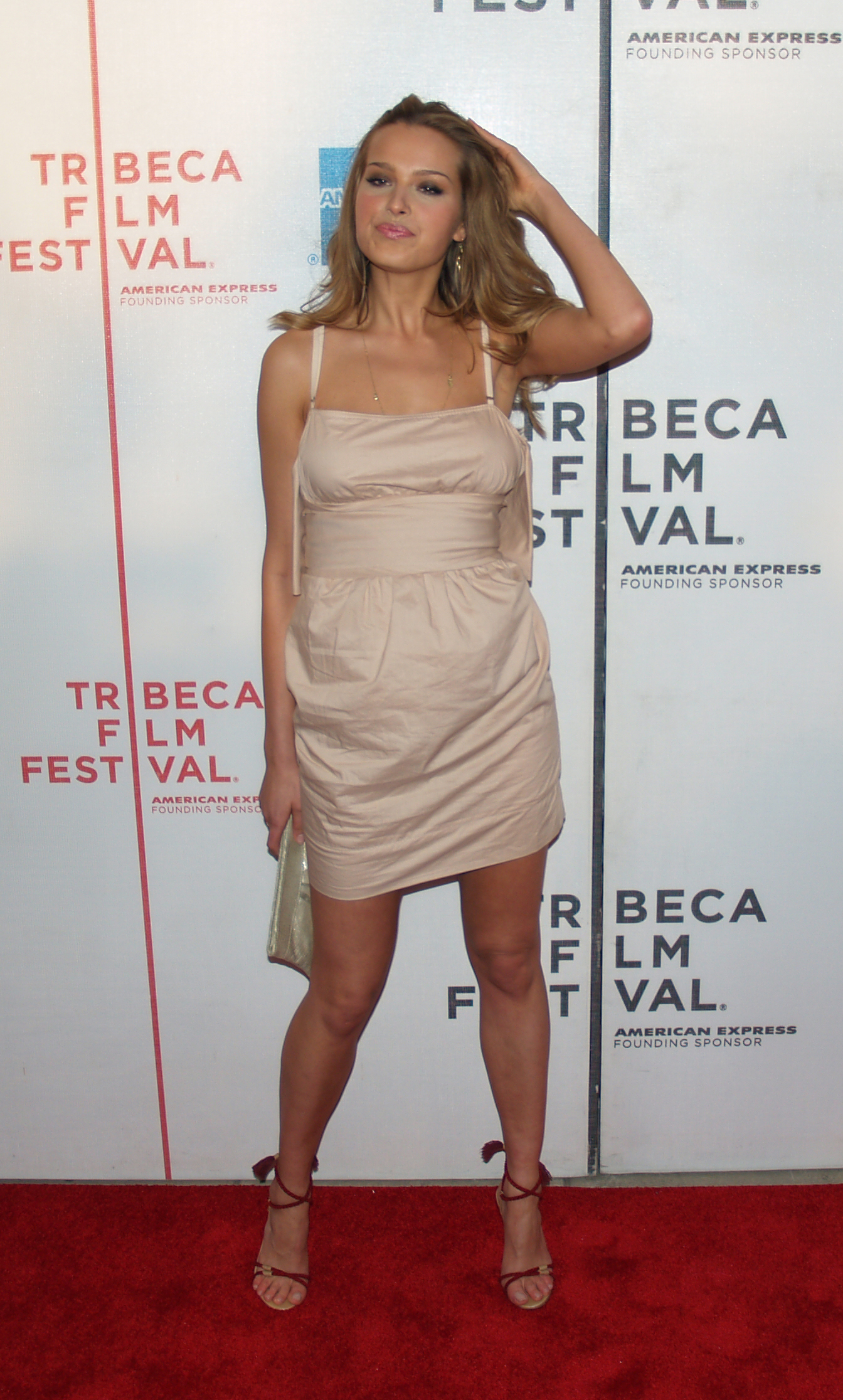
Петра Немцова на Tribeca Film Festival.

В Париже Немцова снимается для рекламы Max Factor, Benetton, Schwarzkopf, Pantene, Clarins, Lancaster & La Perla, принимает участие в показах Valentino и Armani. В 2001 году впервые появилась на обложке Sports Illustrated. Появлялась на обложках таких авторитетных изданий, как «Flare», «Cosmopolitan», «Marie Claire», «Harper's Bazaar», «Glamour» и «Shape».
Была одной из моделей каталога Victoria's Secret.